# 明尼哈哈 (科羅拉多州)
明尼哈哈（英語：Minnehaha）是位於美國科羅拉多州艾爾帕索縣的一個非建制地區。該地的面積和人口皆未知。

## 地理
明尼哈哈的座標為38°50′58″N 104°57′34″W / 38.84944°N 104.95944°W，而該地的平均海拔高度為2542米（即8340英尺）。